# Asarum arifolium
Asarum arifolium Michx. – gatunek rośliny z rodziny kokornakowatych (Aristolochiaceae Juss.). Występuje naturalnie w południowo-wschodnich Stanach Zjednoczonych – w Luizjanie, Missisipi, Alabamie, na Florydzie, w Georgii, Karolinie Południowej, Karolinie Północnej, Tennessee, Kentucky, Wirginii oraz stanie Nowy Jork. 

## Morfologia
PokrójZimozielona bylina tworząca kłącza.
LiściePojedyncze, mają kształt od trójkątnie strzałkowatego do niemal oszczepowatego (dużo rzadziej od deltoidalnego do owalnie strzałkowatego). Ogonek liściowy jest mniej lub bardziej owłosiony.
KwiatyOkwiat ma dzwonkowaty lub dzbankowaty kształt i czerwonobrunatną barwę, owłosiony od wewnętrznej strony, dorasta do 1,2–3 cm długości oraz 1,2 cm szerokości. Listki okwiatu są wyprostowane lub rozpostarte. Kwiaty mają 12 pręcików o krótkich nitkach. Zalążnia może być od górnej do niemal dolnej.

## Biologia i ekologia
Rośnie w lasach mieszanych zrzucających liście na zimę oraz w lasach iglastych. Występuje na wysokości do 600 m n.p.m. Kwitnie od marca do maja. 

## Zmienność
W obrębie tego gatunku wyróżniono dwie odmiany:
- Asarum arifolium var. callifolium (Small) Barringer
- Asarum arifolium var. ruthii (Ashe) Barringer